# Atletica leggera ai Giochi del Mediterraneo
L'atletica leggera è uno degli sport presenti ai Giochi del Mediterraneo, manifestazione multisportiva a cadenza quadriennale, di cui fa parte fin dall'edizione inaugurale del 1951.

## Edizioni
| Edizione | Anno | Città                  | Nazione    | Data                    | Sede                                   |
| -------- | ---- | ---------------------- | ---------- | ----------------------- | -------------------------------------- |
| I        | 1951 | Alessandria d'Egitto   | Egitto     | 5 - 22 ottobre          |                                        |
| II       | 1955 | Barcellona             | Spagna     | 15 - 25 luglio          |                                        |
| III      | 1959 | Beirut                 | Libano     | 11 - 23 ottobre         |                                        |
| IV       | 1963 | Napoli                 | Italia     | 21 - 29 settembre       |                                        |
| V        | 1967 | Tunisi                 | Tunisia    | 8 - 17 settembre        |                                        |
| VI       | 1971 | Smirne                 | Turchia    | 6 - 17 ottobre          |                                        |
| VII      | 1975 | Algeri                 | Algeria    | 23 agosto - 6 settembre |                                        |
| VIII     | 1979 | Spalato                | Jugoslavia | 15 - 29 settembre       |                                        |
| IX       | 1983 | Casablanca             | Marocco    | 3 - 17 settembre        |                                        |
| X        | 1987 | Latakia                | Siria      | 11 - 25 settembre       |                                        |
| XI       | 1991 | Atene                  | Grecia     | 28 giugno - 12 luglio   | Olympiakó Stádio                       |
| XII      | 1993 | Linguadoca-Rossiglione | Francia    | 17 - 24 giugno          | Parc des sports et de l'amité, Narbona |
| XIII     | 1997 | Bari                   | Italia     | 15 - 19 luglio          | Stadio San Nicola                      |
| XIV      | 2001 | Tunisi                 | Tunisia    | 11 - 14 settembre       | Stade olympique de Radès               |
| XV       | 2005 | Almería                | Spagna     | 29 giugno - 2 luglio    | Estadio de los Juegos Mediterráneos    |
| XVI      | 2009 | Pescara                | Italia     | 30 giugno - 3 luglio    | Stadio Adriatico                       |
| XVII     | 2013 | Mersin                 | Turchia    | 26 - 29 giugno          | Yeni Mersin Stadyumu                   |
| XVIII    | 2018 | Tarragona              | Spagna     | 27 - 30 giugno          | Estadi d'Atletisme de Campclar         |
| XIX      | 2022 | Orano                  | Algeria    | 30 giugno - 3 luglio    | Oran Olympic Stadium                   |